# Gimnàstica passiva
Gimàstica passiva es el álbum de debut de Hidrogenesse. Alfonso Melero de Hello Cuca colabora a la batería en A-68 y a la maracas en 1987 y Alicia de Chico y Chica a la voz en Góngora.

## Lista de canciones
| N.º | Título                              |
| --- | ----------------------------------- |
| 1   | Hidrogenesse Asociados              |
| 2   | Vamos a salir del Siglo             |
| 3   | Kurt, Courtney, Frances Bean and me |
| 4   | Discotécnica ottanta                |
| 5   | Affetto                             |
| 6   | No hay nada más triste que lo tuyo  |
| 7   | A-68                                |
| 8   | Góngora                             |
| 9   | 1987                                |
| 10  | Hidrogenesse Enamorados             |

- Datos: Q5576542